# Faderen (film fra 1909)
 For alternative betydninger, se Faderen. (Se også artikler, som begynder med Faderen)
Faderen er en dansk stum dramafilm fra 1909 produceret af Nordisk Films Kompagni og instrueret af Viggo Larsen.

## Handling
Far bliver sindssyg ved søns død, men bliver rask ved konens efterfølgende adoption af et barn.

## Medvirkende
- Viggo Larsen
- August Blom
- Gudrun Kjerulf
- Aage Brandt